# Lepturges gratiosus
Lepturges gratiosus är en skalbaggsart som beskrevs av Bates 1874. Lepturges gratiosus ingår i släktet Lepturges och familjen långhorningar.
Artens utbredningsområde är:
- Costa Rica.
- Nicaragua.
- Panama.

Inga underarter finns listade i Catalogue of Life.